# Lusail
Lusail (árabe: لوسيل) é uma cidade no município de Al Daayen no Catar, e está situada na costa norte, a 24 km do centro da capital Doha. Tem cerca de 35 km² e estima-se que seja capaz de acomodar até 250 mil habitantes.
Foi constituída de duas marinas, zonas residenciais, shopping centers, lojas de luxo e de entretenimento, bem como praias e dois campos de golfe. É a sede da Qatar Petroleum Company e inclui Energy City.
A Qatar Petroleum Company e a Energy City foram incluída em um projeto de planejamento urbano nomeado como "The Pearl", que foi concluído em 2010. Um dos primeiros projetos foi concluído, a Fox Hill.
A cidade foi uma das sedes da Copa do Mundo FIFA de 2022, tendo o Estádio Nacional de Lusail como sede. Através do Estádio de Lusail, a cidade sediou a final da Copa.